# Ciudad del Maiz
Ciudad del Maiz är en ort i Mexiko.   Den ligger i kommunen Ciudad del Maíz och delstaten San Luis Potosí, i den centrala delen av landet, 300 km norr om huvudstaden Mexico City. Ciudad del Maiz ligger 1 243 meter över havet och antalet invånare är 8 456.
Terrängen runt Ciudad del Maiz är huvudsakligen lite kuperad. Ciudad del Maiz ligger nere i en dal. Runt Ciudad del Maiz är det glesbefolkat, med 11 invånare per kvadratkilometer. Ciudad del Maiz är det största samhället i trakten. I omgivningarna runt Ciudad del Maiz växer huvudsakligen savannskog.